# Incêndio no Cinema Rex

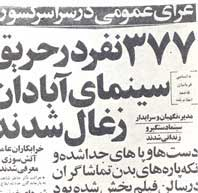
Notícia num jornal iraniano sobre a tragédia em Abadan

Incêndio no Cinema Rex faz referência a uma tragédia ocorrida no dia 19 de agosto de 1978, na cidade de Abadã (em persa آآبادان), na província do Cuzistão, no Irão, quando um  incêndio  provocou a morte de centenas de pessoas que frequentavam uma sessão no Cinema Rex. O número de vítimas varia consoante as fontes bibliográficas.
Este evento tem sido fonte de polémica desde 1978. O primeiro-ministro  do Irão da época, Jamshid Amouzegar, fiel ao monarca Mohammad Reza Pahlevi, relatou que foram militantes islamitas radicais que puseram fogo, enquanto os militantes opositores acusaram a polícia secreta do regime, a SAVAK, de ser a responsável por aquele crime bárbaro. Mais tarde foi revelado que foram militantes islâmicos ligados a Ali Khamenei que atearam o fogo no cinema Rex.

## Número de mortes
Há especulação sobre o número de vítimas do atentado incendiário. Alguns dos números incluem 400, 410, 430 e mais de 800. A National Fire Protection Association, uma fonte conceituada no que diz respeito a informações sobre incêndios lista o número de mortos em 422.
Segundo um relatório da Amnistia Internacional de 1980, foram 438 vítimas, incluindo as pessoas que foram injustamente condenadas à morte depois do incêndio, como o capitão Taheri, que segundo consta, nem sequer estava nessa cidade no dia do evento.
De acordo com  Daniel L. Bynam, no jornal Washington Post, em 2007, este foi o "segundo mais mortífero ataque terrorista da história contemporânea, depois dos Ataques de 11 de setembro de 2001 (2996 mortos) levados a cabo pela Al Qaeda ", mas que  já foi ultrapassado ainda nesse ano pelos ataques bombistas contra as comunidades yazidi no Iraque, em Qahtaniyah e Jazeera, que provocaram 796 mortos.

## Motivos e responsabilidades
Tem havido numerosas interpretações sobre as circunstâncias que conduziram ao fogo posto no Cinema Rex, contudo foi mais um evento inserido na revolução iraniana, iniciada em fins de 1978 e concluída em 1979, com a fuga do xá (janeiro de 1979),  a deposição do primeiro-ministro Shapour Bakhtiar e a proclamação do regime teocrático em fevereiro de 1979. Islamitas radicais e apoiantes da monarquia culpam-se mutuamente pelos acontecimentos, mas por que não uma terceira hipótese, os autores não passarem de  pirômanos que atearam o fogo sem motivações políticas? Aliás, foi o que afirmou o principal incendiário no julgamento. Contudo essa hipótese não interessava nem ao governo atual nem aos apoiantes da monarquia. Ambos os lados tentam defender a sua tese e o antagonismo e o ódio entre as duas forças em confronto é tão radical que tem impedido pensar nessa hipótese.

### Tese dos islamitas radicais
Os revolucionários alegaram que foram agentes secretos da temível polícia secreta SAVAK que estavam perseguindo as pessoas que foram ao cinema e usaram isso como uma oportunidade para se esconderem entre a multidão no cinema e provocar a morte de opositores políticos. Mais tarde, os agentes da SAVAK decidiram sair e trancaram as portas. Incapazes de fugir do edifício, todos que se encontravam dentro do cinema morreram vítimas do fogo.  É essa  ainda a tese defendida pelos apoiantes do regime teocrata que governa o Irão desde 1979.

### Tese dos apoiantes da monarquia
Para os defensores da monarquia ou opositores do xá, mas que ficaram desiludidos com as proporções que a revolução tomou, nomeadamente na islamização radical da sociedade, quase todos exilados, em especial nos Estados Unidos, a culpa foi dos islamitas radicais que perpetraram o crime e espalharam o rumor de que foi o xá e a SAVAK a cometer o crime. Os islamitas terão feito com que o povo iraniano passasse  a odiar cada vez mais o xá e o seu regime. Segundo eles, o povo iraniano caiu nessa trapaça, tendo sido vítima de uma lavagem cerebral por parte dos islamitas.
Na altura do incêndio, o jornal iraniano "Sobhe Emruz" apontou as culpas aos radicais islâmicos no editorial, "Não nos façam afastar de quem esteve por detrás do incêndio do Cinema Rex". Esta acusação fez com que fosse encerrado pouco tempo depois.

## O caso a seguir à revolução
De acordo com o  Washington Post-baseado em  IranRights.org, as famílias das vítimas seguiram o caso e o novo governo revolucionário prendeu o capitão Monir Taheri. O tribunal revolucionário de Rudsar acusou o capitão Taheri de ter recebido treino de guerrilha nos Estados Unidos ter participado no incêndio e ainda por cima recebera uma medalha de honra por ter supostamente ajudado a atear o fogo. Por outro lado, a defesa afirmou que ele nunca tinha visitado a cidade de Abadã, insistindo que ele estava em Ahvaz na altura do incêndio. Apesar dos argumentos da defesa, o fa(c)to é que o tribunal revolucionário considerou-o culpado e foi executado pouco tempo depois em 23 de fevereiro de 1979.

De acordo com o Washington Post baseado no IranRights.org:
No dia a seguir à execução do capitão Taheri, a sua família declarou a inocência dele numa carta aberta publicada na imprensa e contou com a ajuda de colegas dele testemunhando a sua não culpabilidade. A carta também refutava  alegação de que ele tivesse participado em ações de guerrilha nos Estados Unidos e referiram que ele nunca tinha viajado para fora do Irã. A carta refutava a acusação sobre o incêndio do Cinema Rex, pois o capitão Taheri jamais estivera em Abadã e que havia documentos provando que naquela altura estava de férias noutro local. A Medalha de Honra, foi-lhe dada antes do incêndio do Cinema Rex e não depois.
Depois de uma campanha pública encabeçada pelas famílias do incêndio do Cinema Rex, um tribunal revolucionário (entre 25 de agosto e 4 de novembro de 1980) julgou 27 indivíduos, incluindo o único sobrevivente do grupo de quatro homens que perpetraram o incêndio. Depois de várias deliberações, Hossein Takbalizadeh, o único incendiário sobrevivente e cinco outros foram condenados à morte.
"Em sua defesa, o principal réu admitiu ter iniciado o incêndio com ajuda de outros três incendiários e negou que tivessem alguma conexão com os serviços secretos do xá”. Muitas famílias acreditaram que o principal grupo que estava liderando os incendiários envolvidos na tragédia escapou à justiça.

## Julgamento e execução do capitão Monir Taheri
Depois do sucesso das forças revolucionárias, foram criados tribunais revolucionários islâmicos. Membros do regime do xá ou militares que foram incapazes de fugir ou decidiram não sair do país foram muitas vezes sujeitos a julgamentos e a acusações sem fundamento (como o caso flagrante do capitão Taheri, em que todas as acusações contra ele eram falsas, pois nem sequer se encontrava em Abadã no dia do incêndio). Esta foi a finalidade de subjugar uma população sedenta pela justiça revolucionária. O encerramento do caso (não interessa quais os resultados) foi vital não apenas para legitimar a capacidade do novo governo para cumprir os apelos públicos, mas também para esmagar qualquer forma de revivalismo monárquico.
Antes da sua execução por fuzilamento em 23 de fevereiro de 1979, o tribunal aceitou os quatro pedidos de Taheri, incluindo não ser vendado, evitar ser fotografado durante a execução, dar ordem pessoal para ser fuzilado e entregar o corpo à sua família.

## Livros e referências
Dillip Hiro, autor da obra Iran Under the Ayatollahs (1985) afirmou que os grupos anti-xá não foram os prováveis causadores do fogo, visto que o cinema Rex estava localizado num bairro de classe operária e ainda por cima o filme exibido na noite da tragédia Gavaznha ("O Cervo)era uma crítica implícita ao governo do xá; Hiro disse que o filme  Gavaznha "passou pela censura, mas com dificuldades consideráveis. Hiro disse que o deliberado encerramento das portas do cinema e os esforços no combate ao incêndio que Hiro considerou "tépidas" (os bombeiros levaram mais de 20 minutos a chegar ao cinema),  fortaleceram a crença pública de que o xá mandara pegar fogo ao cinema e contribuiu para aumentar o descrédito e a ira popular contra a monarquia.
De acordo com Roy Mottahedeh, autor da obra The Mantle of the Prophet (O Manto do Profeta"), "milhares de iranianos que tinham sido neutrais  na luta entre o xá e os apoiantes dos religiosos conservadores sentiram que o governo punha as suas próprias vidas em risco para se manter no poder. Subitamente, para centenas de milhares de iranianos o movimento passou também a ser seu".
De acordo com Daniel L. Byman, "Os filmes eram uma afronta a Deus, encorajando o vício e a decadência do estilo de vida ocidental. Portanto, segundo este autor, "em agosto de 1978, quatro xiitas revolucionários trancaram as portas no Cinema Rex na cidade iraniana de Abadã e puseram fogo" (Ver Byman).
Como o evento teve lugar durante o período revolucionário, é muito difícil saber quem perpetrou o incêndio. Muitos dos elementos do bloco revolucionário lançaram as culpas para Maomé Reza Pálavi, o agora deposto monarca do Irão e as SAVAK (Sazeman-e Ettelaat va Amniyat-e Keshvar), o serviço secreto do país até ao governo de Shapour Bakhtiar que a dissolveu. Se bem que nenhumas provas tenham sido encontradas para apoiar essa tese, o fa(c)to é que teve fortes implicações no desenrolar da revolução. As circunstâncias no qual o fogo foi ateado também não ajudaram os pontos de vista do xá e do seu governo, segundo os quais a culpa era dos islamitas radicais. O tempo e a localização do incidente (um bairro empobrecido da cidade de Abadã) não coincidia com os anteriores focos de protesto, o que aumentou o nível de suspeita da opinião pública contra o monarca, a polícia secreta e o governo da época. Também se acreditou na época no rumor segundo o qual  o xá pôs sob mira o Cinema Rex para matar políticos dissidentes que se tinham reunido para ver um filme anti-governo chamado  Gavaznha ("O Corço"), cujo principal intérprete era o bem conhecido a(c)tor iraniano Behrouz Vossoughi.
Também é certo que Khomeini não gostava de cinema (tal como da música pop que ele proibiu), ele odiava-o, via nele um agente para corromper a juventude iraniana com valores da sociedade ocidental que ele considerava ruim, por isso o envolvimento de grupos islamitas radicais neste atentado não pode ser posto de parte, pois  muitos cinemas durante a Revolução Iraniana foram encerrados, incendiados e demolidos. Por exemplo: em Teerão, existiam antes da revolução 23 cinemas, mas 19 foram incendiados pelos islamitas na sequência dos violentos protestos anti-xá e contra o mundo ocidental (Estados Unidos e Europa) que tinha apoiado o xá quase até ao fim e que segundo os islamitas eram a causa de todos os males que o Irã vivia.
Há ainda uma terceira hipótese. Os autores do incêndio não passarem de  pirômanos que atearam o fogo sem motivações políticas. Foi isso que o principal incendiário disse em tribunal, segundo ele,  terá feito aquele ato com o apoio de outros, mas  sem motivações políticas. Mas claro,  o antagonismo entre as duas forças é tão radical que tem impedido pensar nessa hipótese até hoje e as duas forças em confronto permanecem na mesma dialética há mais de 40 anos”.